# پیزوتیفن
پیزوتیفن (انگلیسی: Pizotifen) نوعی داروی دارای پایه بنزوسیکلوهپتن است که برای پیشگیری از حملات میگرن کاربرد دارد.